# Ginger Rogers
Ginger Rogers (tên khai sinh Virginia Katherine McMath; 16 tháng 7 năm 1911 - 25 tháng 4 năm 1995) là một nữ diễn viên, vũ công và ca sĩ người Mỹ. Bà được biết đến với những bộ phim khiêu vũ trong đó bà diễn cặp với Fred Astaire 
và bà đã xuất hiện trong các bộ phim, trên sân khấu, đài phát thanh và truyền hình trong suốt thế kỷ 20.

## Sự nghiệp điện ảnh

### Features
| Tên                                  | Date | Director                          | Co-Starring                                                                                | Notes |
| ------------------------------------ | ---- | --------------------------------- | ------------------------------------------------------------------------------------------ | --- |
| Young Man of Manhattan               | 1930 | Monta Bell                        | Claudette Colbert, Norman Foster                                                           | The line, "Cigarette me, big boy" became a popular catchphrase during the 1930s after audiences heard Ginger Rogers repeat it throughout the movie. |
| Queen High                           | 1930 | Fred Newmeyer                     |                                                                                            | |
| The Sap from Syracuse                | 1930 | A. Edward Sutherland              | Jack Oakie                                                                                 | |
| Follow the Leader                    | 1930 | Norman Taurog                     |                                                                                            | |
| Honor Among Lovers                   | 1931 | Dorothy Arzner                    | Claudette Colbert                                                                          | |
| The Tip-Off                          | 1931 | Albert Rogell                     |                                                                                            | |
| Suicide Fleet                        | 1931 | Albert Rogell                     |                                                                                            | |
| Carnival Boat                        | 1932 | Albert Rogell                     |                                                                                            | |
| The Tenderfoot                       | 1932 | Ray Enright                       | Joe E. Brown                                                                               | |
| The Thirteenth Guest                 | 1932 | Albert Ray                        | Lyle Talbot                                                                                | |
| Hat Check Girl                       | 1932 | Sidney Lanfield                   | Sidney Lanfield was the most frequent director on the Addams Family 1960s television show. | |
| You Said a Mouthful                  | 1932 | Lloyd Bacon                       | Joe E. Brown                                                                               | |
| 42nd Street                          | 1933 | Lloyd Bacon                       | Warner Baxter, Ruby Keeler, Dick Powell                                                    | |
| Broadway Bad                         | 1933 | Sidney Lanfield                   |                                                                                            | |
| Gold Diggers of 1933                 | 1933 | Mervyn LeRoy                      | Ruby Keeler, Dick Powell                                                                   | Featured Rogers' famous performance of "The Gold Diggers' Song (We're in the Money)," directed and choreographed by Busby Berkeley. |
| Professional Sweetheart              | 1933 | William A. Seiter                 | Norman Foster                                                                              | |
| A Shriek in the Night                | 1933 | Albert Ray                        | Lyle Talbot                                                                                | |
| Don't Bet on Love                    | 1933 | Murray Roth                       | Lew Ayres                                                                                  | Ginger Rogers and Lew Ayres were married for seven years following this film. |
| Sitting Pretty                       | 1933 | Harry Joe Brown                   | Jack Oakie, Jack Haley                                                                     | |
| Flying Down to Rio                   | 1933 | Thornton Freeland                 | Dolores Del Rio, Gene Raymond, Fred Astaire                                                | The first of the Astaire–Rogers pairing. This is the only movie where Rogers is billed above Astaire. |
| Chance at Heaven                     | 1933 | William A. Seiter                 | Joel McCrea                                                                                | |
| Rafter Romance                       | 1933 | William A. Seiter                 | Norman Foster                                                                              | |
| Finishing School                     | 1934 | Wanda Tuchock and George Nicholas | Beulah Bondi                                                                               | |
| Twenty Million Sweethearts           | 1934 | Ray Enright                       | Dick Powell                                                                                | |
| Change of Heart                      | 1934 | John G. Blystone                  | Janet Gaynor, Charles Farrell                                                              | |
| Upperworld                           | 1934 | Roy Del Ruth                      | Mary Astor                                                                                 | |
| The Gay Divorcee                     | 1934 | Mark Sandrich                     | Fred Astaire                                                                               | |
| Romance in Manhattan                 | 1934 | Stephen Roberts                   | Francis Lederer                                                                            | |
| Roberta                              | 1935 | William A. Seiter                 | Irene Dunne, Fred Astaire, Randolph Scott                                                  | Lucille Ball has an uncredited appearance as a model. She had lines deleted since her character was supposed to be a French model and she could not perfect the accent. |
| Star of Midnight                     | 1935 | Stephen Roberts                   | William Powell                                                                             | |
| Top Hat                              | 1935 | Mark Sandrich                     | Fred Astaire                                                                               | |
| In Person                            | 1935 | William A. Seiter                 | George Brent                                                                               | |
| Follow the Fleet                     | 1936 | Mark Sandrich                     | Fred Astaire, Randolph Scott, Lucille Ball                                                 | |
| Swing Time                           | 1936 | George Stevens                    | Fred Astaire                                                                               | |
| Shall We Dance                       | 1937 | Mark Sandrich                     | Fred Astaire                                                                               | |
| Stage Door                           | 1937 | Gregory La Cava                   | Katharine Hepburn, Adolphe Menjou, Gail Patrick, Lucille Ball                              | |
| Having Wonderful Time                | 1938 | Alfred Santell                    | Douglas Fairbanks Jr., Lucille Ball, Red Skelton                                           | This used much of the same cast as Stage Door. |
| Vivacious Lady                       | 1938 | George Stevens                    | James Stewart, Charles Coburn, Hattie McDaniel                                             | |
| Carefree                             | 1938 | Mark Sandrich                     | Fred Astaire, Jack Carson, Hattie McDaniel                                                 | |
| The Story of Vernon and Irene Castle | 1939 | H. C. Potter                      | Fred Astaire                                                                               | |
| Bachelor Mother                      | 1939 | Garson Kanin                      | David Niven, Charles Coburn                                                                | |
| Fifth Avenue Girl                    | 1939 | Gregory La Cava                   | Walter Connolly                                                                            | |
| Primrose Path                        | 1940 | Gregory La Cava                   | Joel McCrea                                                                                | |
| Lucky Partners                       | 1940 | Lewis Milestone                   | Ronald Colman, Jack Carson                                                                 | |
| Kitty Foyle                          | 1940 | Sam Wood                          | Dennis Morgan, James Craig                                                                 | Rogers won the Academy Award for Best Actress the first year that the Academy was not announcing the winners before the ceremony. She beat Bette Davis, Joan Fontaine, Martha Scott, and former co-star Katharine Hepburn. |
| Tom, Dick and Harry                  | 1941 | Garson Kanin                      | Burgess Meredith                                                                           | |
| Roxie Hart                           | 1942 | William A. Wellman                | Adolphe Menjou                                                                             | |
| Tales of Manhattan                   | 1942 | Julien Duvivier                   | Henry Fonda, Cesar Romero, Rita Hayworth, Gail Patrick                                     | |
| The Major and the Minor              | 1942 | Billy Wilder                      | Ray Milland                                                                                | Rogers campaigned hard for Billy Wilder and as a result this became his debut film. This remains one of Rogers' favorite movies. Near the end of the movie her real life mother, Lela Rogers, played her character's mother. |
| Once Upon a Honeymoon                | 1942 | Leo McCarey                       | Cary Grant                                                                                 | |
| Tender Comrade                       | 1943 | Edward Dmytryk                    | Robert Ryan                                                                                | |
| Lady in the Dark                     | 1944 | Mitchell Leisen                   | Ray Milland, Warner Baxter                                                                 | |
| I'll Be Seeing You                   | 1944 | William Dieterle                  | Joseph Cotten, Shirley Temple                                                              | |
| Week-End at the Waldorf              | 1945 | Robert Z. Leonard                 | Lana Turner                                                                                | Remake of the 1932 film Grand Hotel portraying the ballerina who was first played on screen by Greta Garbo. |
| Heartbeat                            | 1946 | Sam Wood                          | Adolphe Menjou                                                                             | |
| Magnificent Doll                     | 1946 | Frank Borzage                     | David Niven, Burgess Meredith                                                              | |
| It Had to Be You                     | 1947 | Don Hartman and Rudolph Mate      | Cornel Wilde                                                                               | |
| The Barkleys of Broadway             | 1949 | Charles Walters                   | Fred Astaire                                                                               | Originally Rogers' role was meant for Judy Garland who had recently starred in the successful musical Easter Parade with Astaire. However she had to drop out of the project due to health issues and Rogers was sought as a last minute replacement. This is the only Astaire–Rogers film not released by RKO and the only one filmed in color (although the "I Used to Be Color Blind" number in Carefree was originally filmed in Technicolor). |
| Perfect Strangers                    | 1950 | Bretaigne Windust                 | Dennis Morgan                                                                              | |
| Storm Warning                        | 1951 | Stuart Heisler                    | Ronald Reagan, Doris Day, Steve Cochran                                                    | |
| The Groom Wore Spurs                 | 1951 | Richard Whorf                     | Jack Carson                                                                                | |
| We're Not Married!                   | 1952 | Edmund Goulding                   | Marilyn Monroe, Zsa Zsa Gabor, Fred Allen, Victor Moore                                    | |
| Monkey Business                      | 1952 | Howard Hawks                      | Cary Grant, Marilyn Monroe, Charles Coburn                                                 | |
| Dreamboat                            | 1952 | Claude Binyon                     | Clifton Webb                                                                               | |
| Forever Female                       | 1953 | Irving Rapper                     | William Holden                                                                             | |
| Black Widow                          | 1954 | Nunnally Johnson                  | Gene Tierney, Van Heflin, Peggy Ann Garner                                                 | |
| Twist of Fate                        | 1954 | David Miller                      | Herbert Lom                                                                                | released in Great Britain as Beautiful Stranger; Rogers' husband at the time, Jacques Bergerac, appeared in the film. |
| Tight Spot                           | 1955 | Phil Karlson                      | Edward G. Robinson, Brian Keith, Lorne Green, Eve McVeagh                                  | |
| The First Traveling Saleslady        | 1956 | Arthur Lubin                      | Clint Eastwood                                                                             | |
| Teenage Rebel                        | 1956 | Edmund Goulding                   | Michael Rennie                                                                             | |
| Oh, Men! Oh, Women!                  | 1957 | Nunnally Johnson                  | David Niven                                                                                | |
| Quick, Let's Get Married!            | 1964 | William Dieterle                  | Ray Milland                                                                                | Also known as "The Confession." |
| Harlow                               | 1965 | Alex Segal                        | Carol Lynley                                                                               | Rogers' last film. |

### Phim ngắn
- A Day of a Man of Affairs (1929)
- A Night in a Dormitory (1930)
- Campus Sweethearts (1930)
- Office Blues (1930)
- Hollywood on Parade (1932)
- Screen Snapshots (1932)
- Hollywood on Parade No. A-9 (1933)
- Hollywood Newsreel (1934)
- Screen Snapshots Series 16, No. 3 (1936)
- Show Business at War (1943)
- Battle Stations (Narrator, 1944)
- Screen Snapshots: The Great Showman (1950)
- Screen Snapshots: Hollywood's Great Entertainers (1954)

### Truyền hình
- The DuPont Show with June Allyson, as Kay Neilson in "The Tender Shoot" (ngày 18 tháng 10 năm 1959)
- What's My Line? (1954, 1957, 1963)
- The Jack Benny Program (1957)
- The Pat Boone Chevy Showroom (1959)
- Cinderella (1965)
- Here's Lucy (1971) (episode 4.11)
- The Love Boat (1979) (episodes 3.10 and 3.11)
- Glitter (1984) (episode 1.3)
- Hotel (1987) (episode 5.1) (final screen role)

## Sân khấu
- Top Speed (1929)
- Girl Crazy (1930)
- Love and Let Love (1951)
- The Pink Jungle (1959)
- Annie Get Your Gun (1960)
- Bell, Book and Candle (1960)
- Calamity Jane (1961)
- Husband and Wife (1962)
- The Unsinkable Molly Brown (1963)
- A More Perfect Union (1963)
- Tovarich (1964)
- Hello, Dolly! (1965)
- Mame (1969)
- Coco (1971)
- No, No, Nanette (1974)
- Forty Carats (1974)
- Anything Goes (1980)
- Miss Moffat (1983)
- Charley's Aunt (1984)

## Phát thanh
| Năm  | Chương trình  | Episode/source    |
| ---- | ------------- | ----------------- |
| 1953 | Radio Theater | It Grows on Trees |

## Sách tiểu sử
- Fred Astaire: Steps in Time, 1959, multiple reprints.
- Arlene Croce: The Fred Astaire and Ginger Rogers Book, Galahad Books 1974, ISBN 0-88365-099-1
- Jocelyn Faris: Ginger Rogers – a Bio-Bibliography, Greenwood Press, Connecticut, 1994, ISBN 0-313-29177-2
- Hannah Hyam: Fred and Ginger – The Astaire-Rogers Partnership 1934–1938, Pen Press Publications, Brighton, 2007. ISBN 978-1-905621-96-5
- John Mueller: Astaire Dancing – The Musical Films of Fred Astaire, Knopf 1985, ISBN 0-394-51654-0
- Ginger Rogers: Ginger My Story, New York: Harper Collins, 1991